# Samadet
Samadet es una comuna francesa situada en el departamento de Landas, en la región de Nueva Aquitania.

## Demografía
| 1079 | 1073 | 1030 | 970 | 1009 | 1010 | 1165 |
| Para los censos de 1962 a 1999 la población legal corresponde a la población sin duplicidades (Fuente: INSEE [Consultar]) |      |      |     |      |      |      |